# Lalitgiri

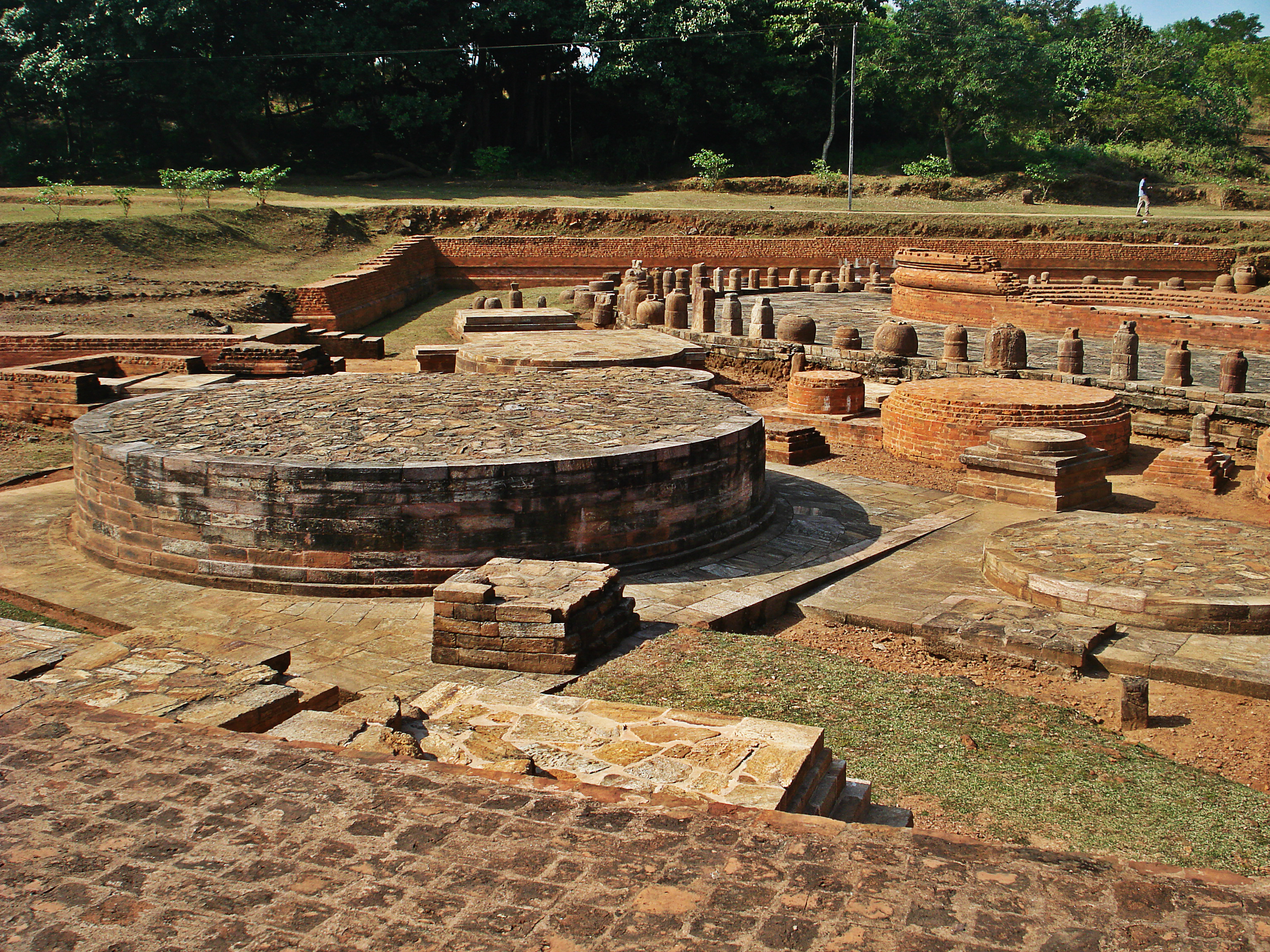
Chaityagriha-Stupa-Komplex in Lalitgiri

Lalitgiri (Oriya ଲଳିତଗିରି, auch Lalitagiri, Laitagiri oder Naltigiri genannt) ist  eine archäologische Stätte in Indien. Die buddhistische Anlage mit großen Stupas, Klöstern (Viharas) und 'esoterischen' Buddha-Bildern zählt zu den ältesten Stätten des Buddhismus im indischen Bundesstaat Odisha. Zu den bedeutendsten Funden in diesem Komplex zählt eine Schatulle mit einer Buddha zugeschriebenen Reliquie.

## Lage
Der buddhistische Komplex Lalitgiri (Lage) liegt auf dem Landa-Hügel, einem Sandsteinhügel in der Hügelkette der Assian Hills, im Tahasil Mahanga im Nordosten des Distrikts Cuttack etwa 40 Kilometer ostnordöstlich der Distrikthauptstadt Cuttack nahe der Grenze zum benachbarten Distrikt Jajpur.
In der Nähe, aber bereits im Distrikt Jajpur, befinden sich weitere buddhistische Klosteranlagen, Udayagiri (Lage, Luftlinie ca. 6 km NNO) und Ratnagiri (Lage, Luftlinie ca. 11 km NO). Die drei Stätten werden auch gemeinsam als „Diamond Triangle“ (diamantenes Dreieck) bezeichnet. Die bis in die 1990er-Jahre vertretene Annahme, dass diese drei Stätten gemeinsam die historische Pushpagiri-Universität gebildet hätten, gilt jedoch seit den 1995–2006 erfolgten Ausgrabungen am Langudi-Hügel (Lage, Luftlinie ca. 16 km NNW)  als überholt.

## Grabungsgeschichte

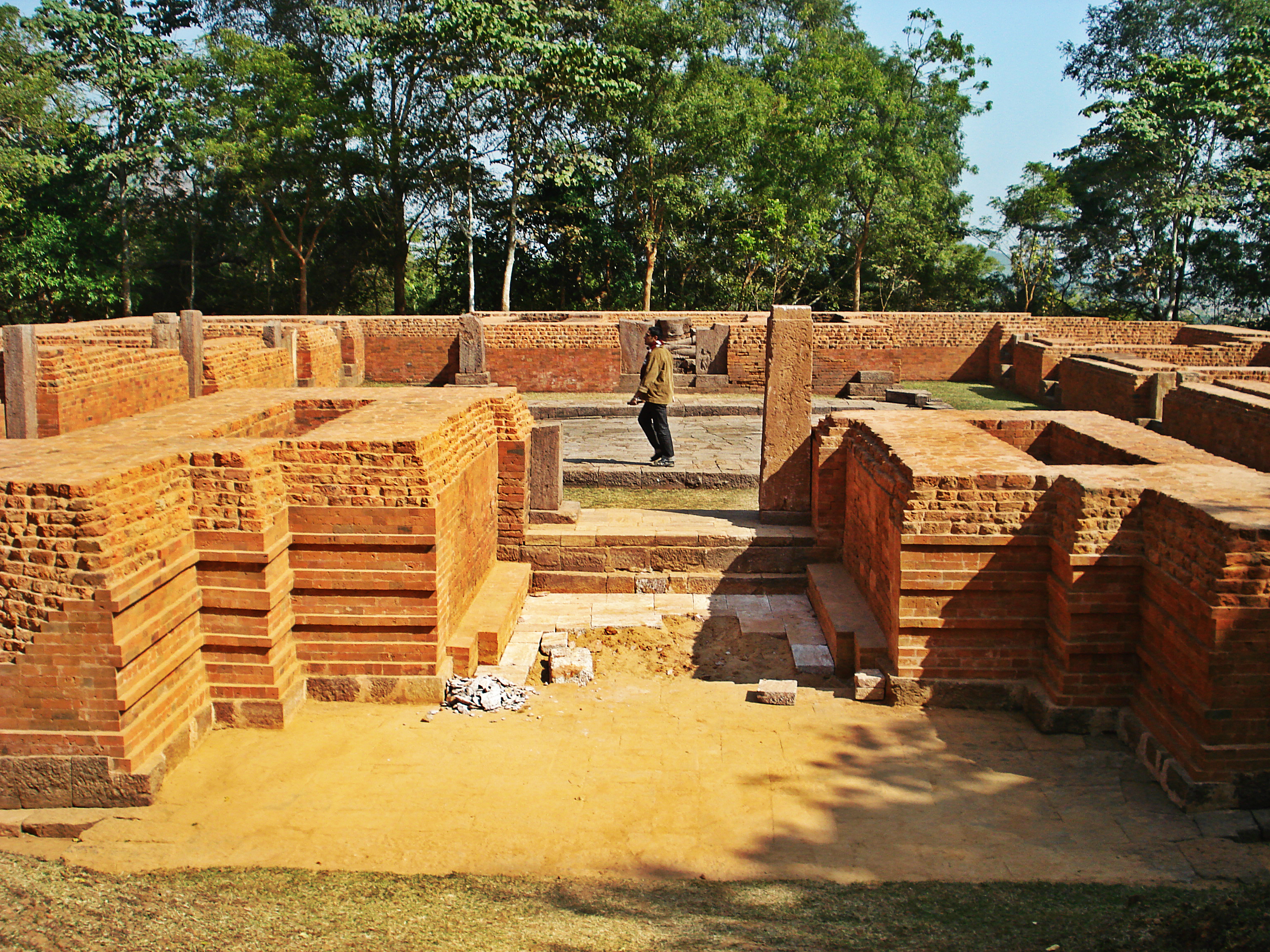
Ruinen des Klosters 4

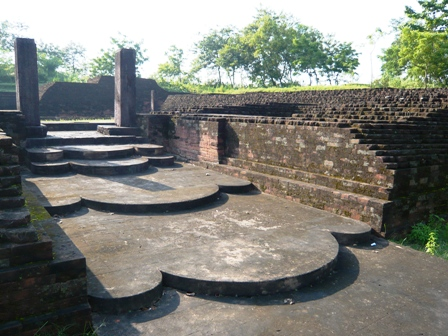
Eingang zu Kloster 1

Erste Funde aus Lalitgiri wurden 1905 bekannt. Ramaprasad Chanda vom Indian Museum in Kalkutta beschrieb die Stätte 1927–1928 in den Memoirs of the Archaeological Survey of India. 1937 wurde die Anlage von der Zentralregierung offiziell zu einem geschützten Denkmal erklärt. 1977 führte die Utkal University aus Bhubaneswar kleinere Ausgrabungen in Lalitgiri durch. Umfangreichere Ausgrabungen machte 1985–1991 der Bhubaneswar Circle des Archaeological Survey of India (ASI).
Diese Ausgrabungen fanden unter der Annahme statt, Lalitgiri sei ein Teil der Pushpagiri-Universität gewesen, einer wichtigen buddhistischen Bildungsstätte, die der chinesische Reisende Xuanzang (ca. 602–664) in seinen Reiseberichten beschrieben hatte. Die Ausgrabungen erbrachten jedoch keine Bestätigung für eine Identifizierung von Lalitgiri mit Pushpagiri. Erst bei den Ausgrabungen 1995–2006 am Langudi-Hügel konnte eine dort gefundene Anlage als Pushpagiri Vihara identifiziert werden.

## Zeitstellung
Ein wesentliches Hilfsmittel zur Datierung der Anlage sind mit Inschriften versehene Topfscherben, die bei den Ausgrabungen gefunden wurden. Sie stammen aus verschiedenen Zeitspannen, begonnen mit der Zeit nach dem Maurya-Reich (322–185 v. Chr.) bis zum 8. und 9. Jahrhundert n. Chr. Diese Scherben deuten darauf hin, dass der Buddhismus in Lalitgiri sowohl nach der Art des Hinayana als auch nach der Art des Mahayana praktiziert wurde. Danach geriet die Stätte unter den Einfluss der Vajrayana-Strömung des Buddhismus, die von der vom 8. bis zum 10. Jahrhundert regierenden Bhaumakara-Dynastie gefördert wurde. Somit zeigt Lalitgiri, eine der ersten buddhistischen Stätten in Odisha, eine kulturelle Kontinuität ohne Unterbrechung von der Zeit nach dem Maurya-Reich bis zum 13. Jahrhundert n. Chr.

## Bauwerke

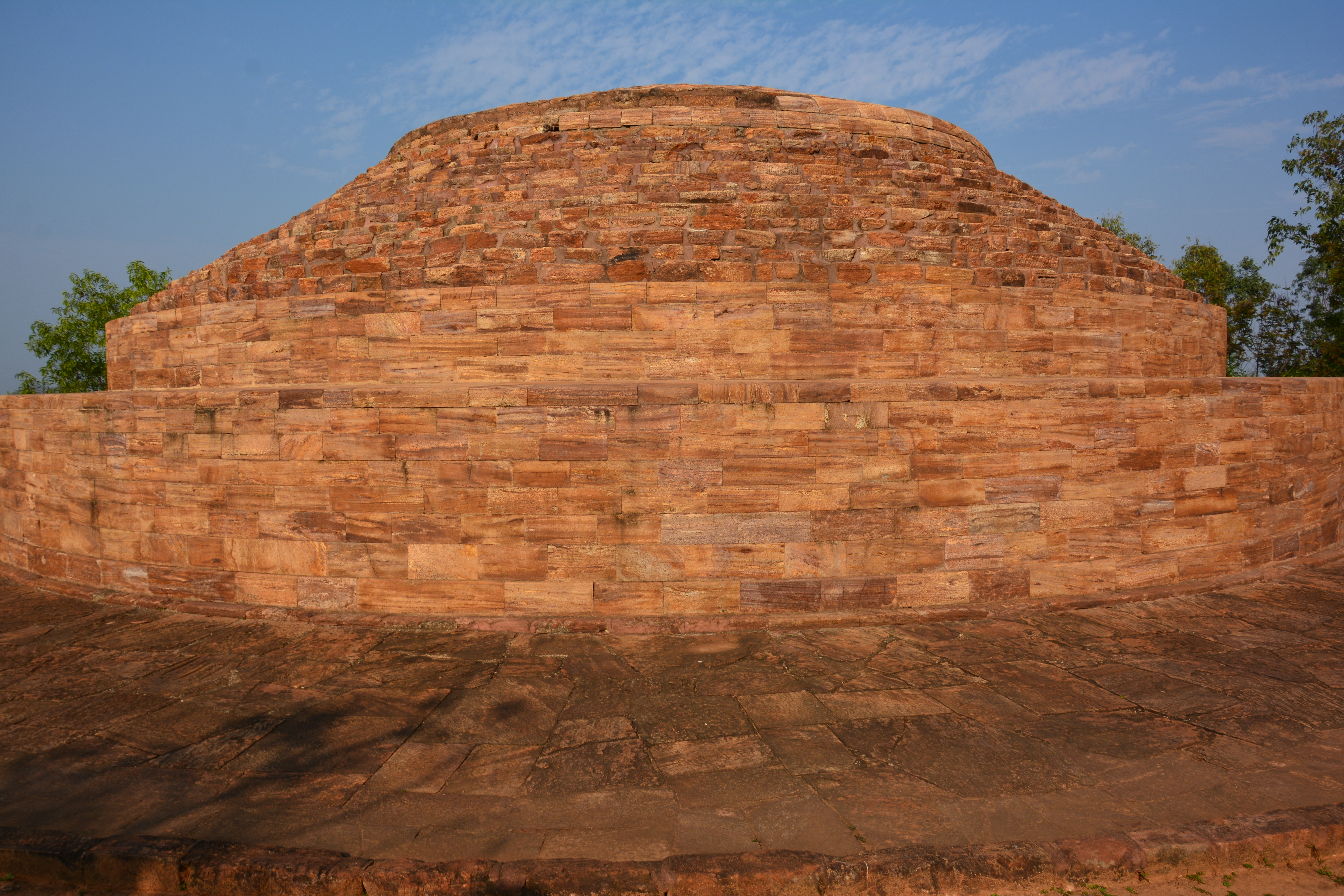
Mahastupa

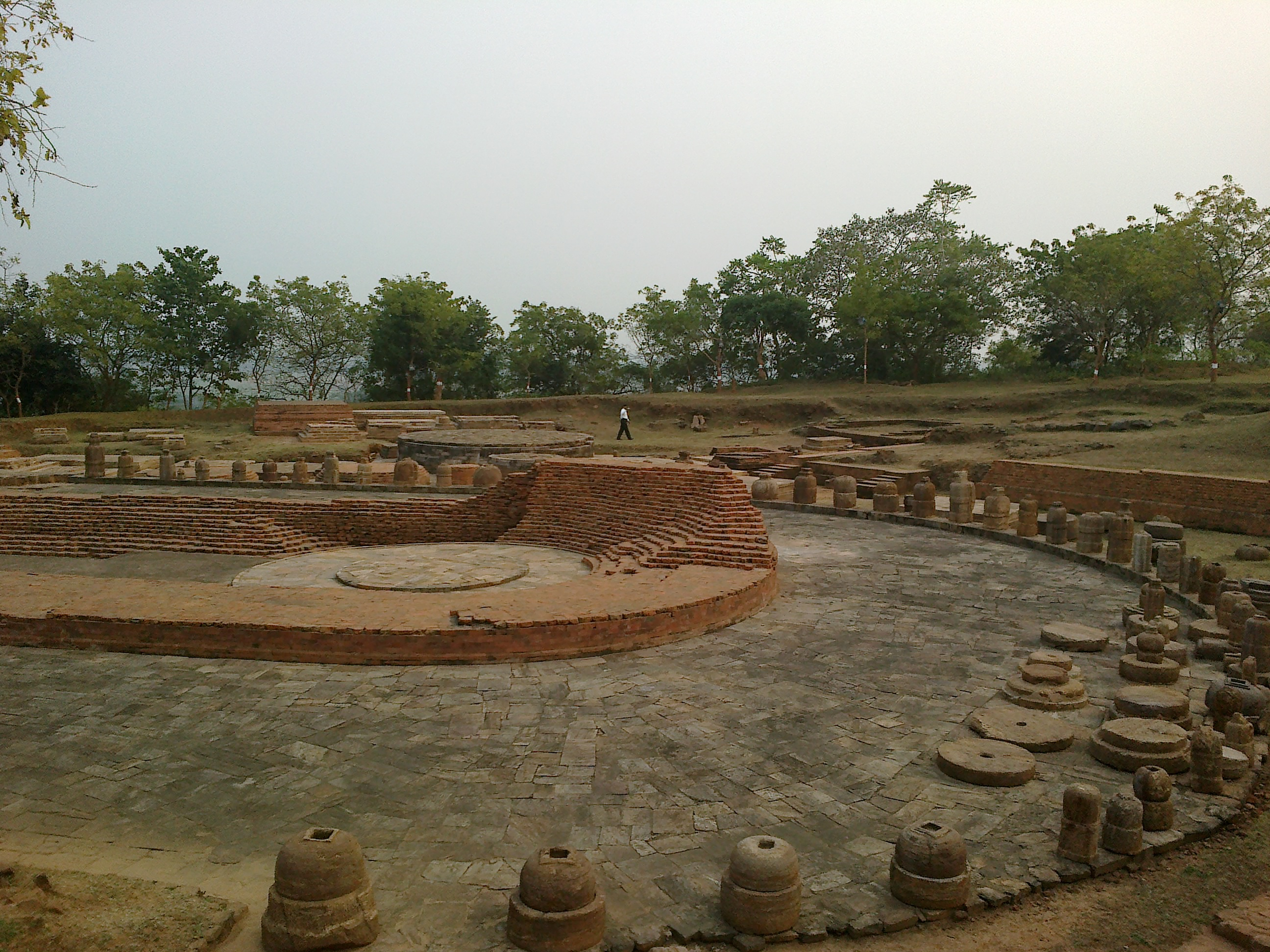
Chaityagriha

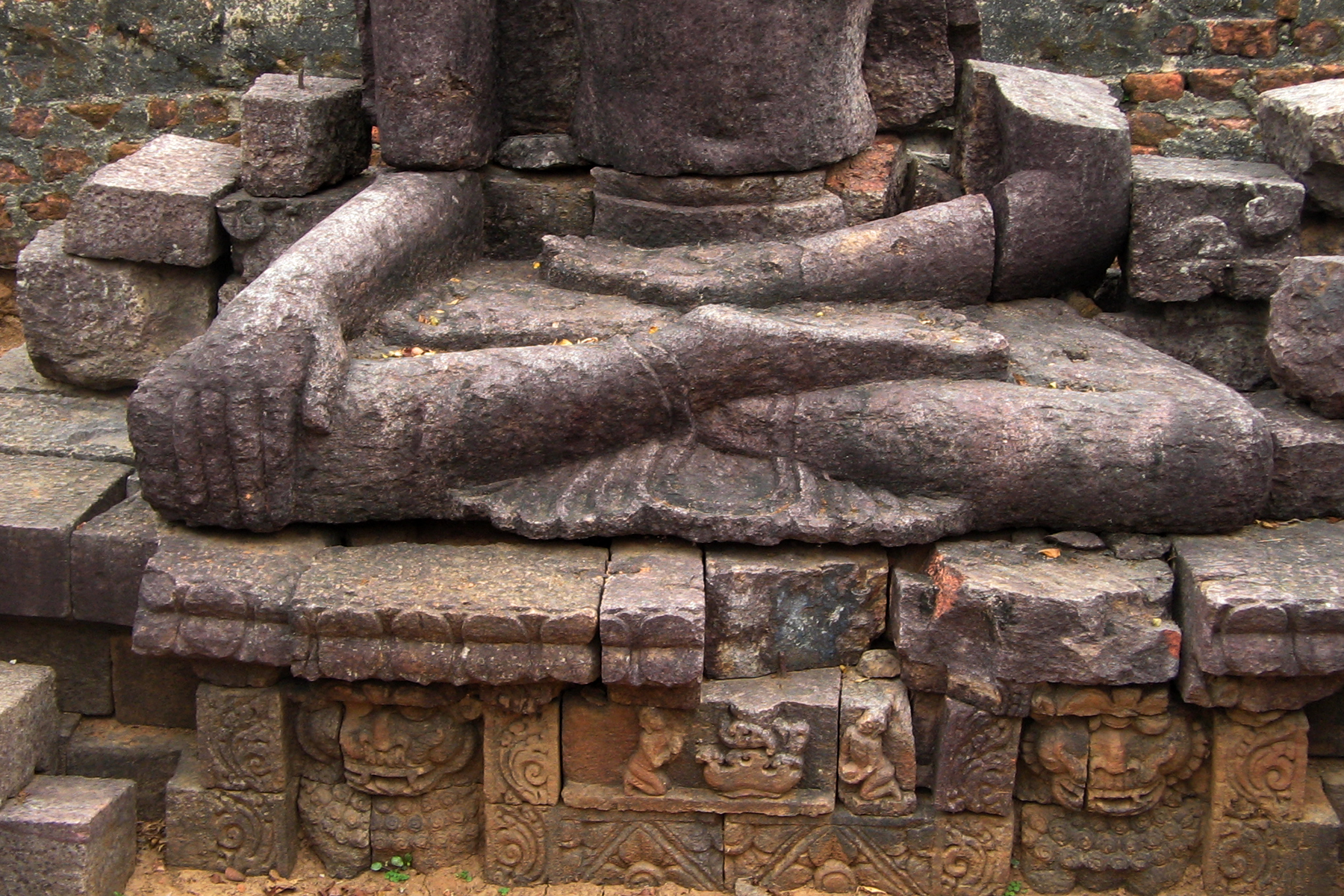
Buddha-Torso in Kloster 4

Auf der Spitze des Hügels (Lage) haben die durch das Archaeological Survey of India in Lalitgiri durchgeführten Ausgrabungen Überreste einer großen Stupa (Mahastupa) freigelegt.
Weiter unterhalb brachten die Ausgrabungen Reste einer Chaityagriha (Lage), einer buddhistischen Verehrungs- bzw. Gebetshalle, zum Vorschein. Dabei handelt es sich um eine 33 Meter lange und 11 Meter breite einschiffige Halle mit einer 3,3 Meter dicken Mauer aus gebrannten Ziegelsteinen. Die Westseite ist durch eine Apsis abgeschlossen, vor der sich Reste eines Stupa finden.
In der Umgebung der Chaityagriha stehen weitere Stupas, darunter zahlreiche Votivstupas, die nach der Erfüllung eines Wunsches errichtet wurden. Aus Funden innerhalb des Bereichs, unter anderem den „Shell Inscriptions“ (Inschriften mit schneckenförmig verzierten Brahmi-Schriftzeichen), die in die Schwelle des Gebäudes eingeritzt sind, lässt sich schließen, dass der Bereich von den ersten Jahrhunderten nach Christus bis in das 6. bis 7. Jahrhundert verwendet wurde.
Außerdem wurden Überreste von vier Klöstern gefunden. Das erste und größte Kloster (Lage) ist mit seinem Eingang nach Osten ausgerichtet. Es ist ein zweigeschossiger Bau und misst an seiner Außenseite 36 × 36 Meter. In seiner Mitte liegt ein etwa 13 × 13 Meter großer Innenhof. Das Kloster stammt aus dem 10. bis 11. Jahrhundert n. Chr. Auf seiner Rückseite liegt eine gemauerte Regenwasserzisterne.
Das zweite Kloster (Lage) liegt am nördlichen Ende des Hügels. Es ist nur teilweise freigelegt und soll aus einer Zeit stammen, in der der Buddhismus in Lalitgiri bereits an Bedeutung verlor.
Das dritte Kloster (Lage) liegt nördlich der Chaityagriha und ist mit seinem Eingang nach Südosten ausgerichtet. Es misst 28 × 27 Meter und hat einen Innenhof von 8 × 8 Meter. Es ist das älteste Kloster in Lalitgiri und stammt etwa aus der Spätphase der Chaityagriha.
Das vierte Kloster (Lage) liegt nordöstlich der Chaityagriha und ist mit seinem Eingang nach Westen hin ausgerichtet. Es ist 30 × 30 Meter groß und hat ebenfalls einen Innenhof. Das Heiligtum gegenüber dem Eingang wird von einem Torso dominiert, einer sitzenden Buddhafigur ohne Kopf.

## Funde

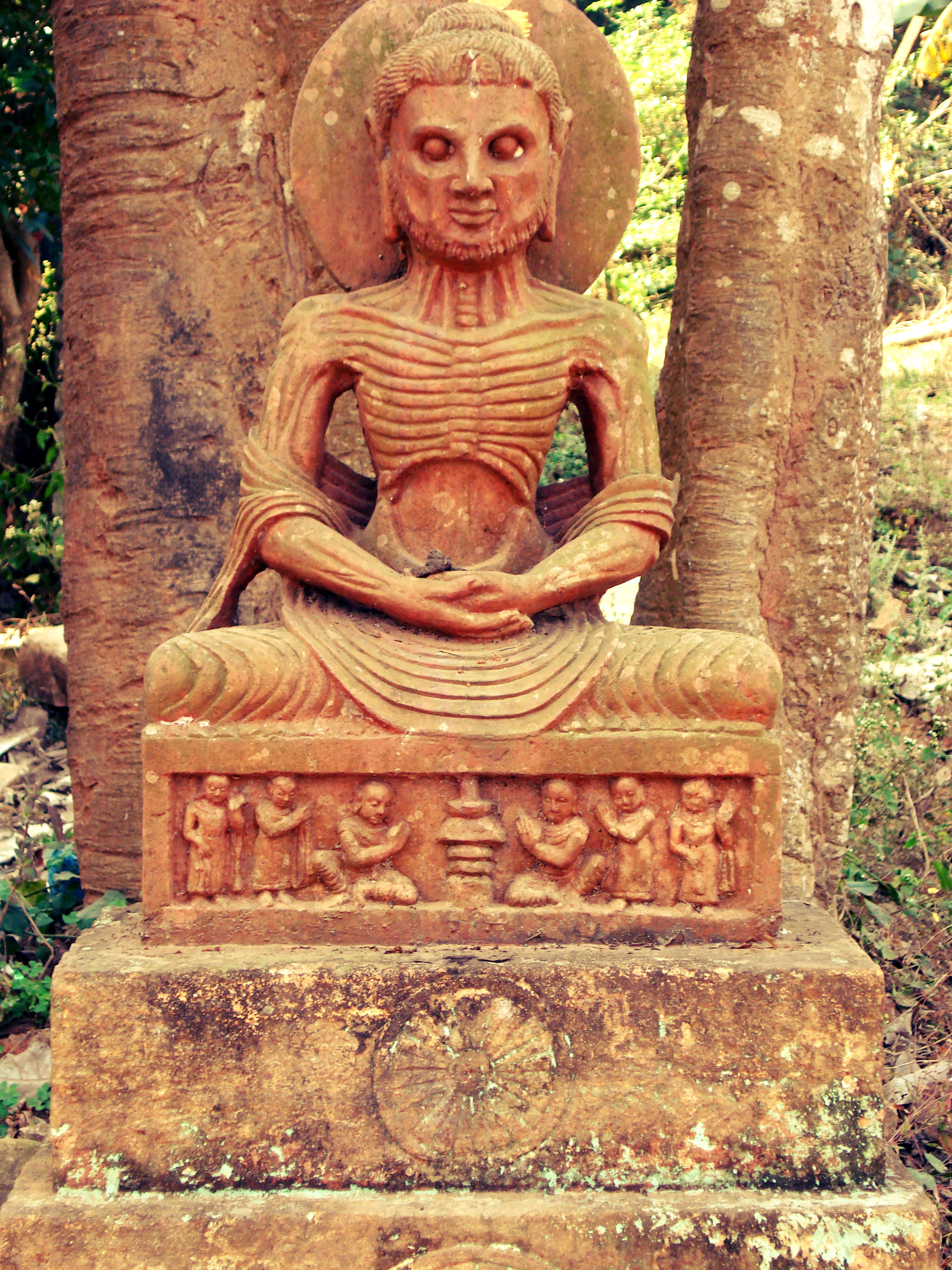
Skulptur des fastenden Buddha

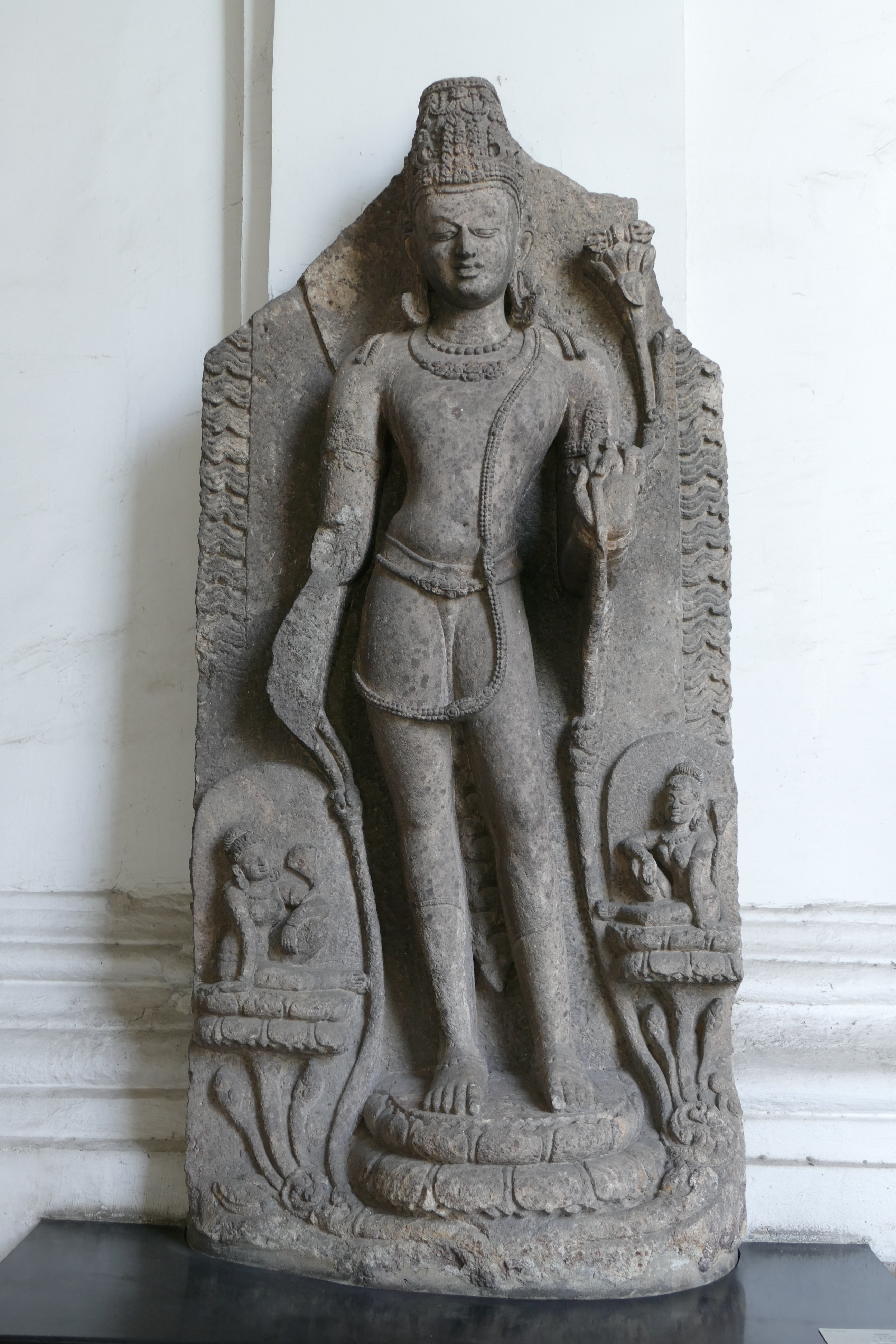
Vajrapani aus Lalitgiri im Indischen Museum, Kalkutta

Innerhalb der Mahastupa wurden drei Reliquienbehälter gefunden, von denen zwei aus vier ineinander geschachteteln Schatullen zusammengesetzt sind. Die äußere Schatulle besteht aus Khondalit, die nächste aus Steatit, die dritte aus Silber und die innerste aus Gold. Die einzelnen Schatullen sind selbst stupaförmig, mit einem Grundbehälter und einem gewölbten Deckel. In einer der Goldschatullen befand sich ein kleines in Goldfolie eingewickeltes Stück Knochen, in der anderen ein angekohltes Stück Knochen. Der dritte Khondalitbehälter war leer und enthielt keine weiteren Schatullen. Auch wenn die Schatullen keine Inschrift tragen, gehen einige Historiker wegen des hohen Alters und der kostbaren Materialien davon aus, dass es Reliquien von Buddha selbst und einem seiner wichtigsten Schüler sind.
Die meisten der ausgegrabenen Skulpturen sind die Figuren Buddhas in verschiedenen Haltungen, die dem Mahayana zuzuordnen sind. Stehende Buddha-Figuren mit knielangen Überhängen erinnern an die Einflüsse der Kunstschulen von Gandhara und Mathura. Weitere Figuren stellen unter anderem Bodhisattvas, Tara oder Jambhala dar. Viele dieser Figuren tragen Inschriften.
Zu den bedeutenderen Funden aus Lalitgiri zählt auch ein klösterliches Terrakotta-Siegel aus dem 9. bis 10. Jahrhundert n. Chr. mit der Inschrift „Sri Chandraditya Vihara Samagra Arya Vikshu Sanghasa“. Weitere erwähnenswerte Funde sind Goldanhänger, Silberschmuck, Steintafeln mit Bildern von Ganesha und Mahisasurmardini, ein Siegelmatrix-Anhänger und eine winzige Figur von Avalokiteshvara.
Die gefundenen Skulpturen waren ursprünglich in einem provisorischen Schuppen (Lage) untergebracht, einige wurden vorübergehend ausgestellt. Die Reliquienbehälter wurden in einem Schutzraum des Archaeological Survey of India in Bhubaneswar aufbewahrt und 2013 erstmals öffentlich ausgestellt. 2013 wurde der Bau eines endgültigen Museums in Lalitgiri beschlossen, die Bauarbeiten begannen 2014. Neben den Skulpturen und weiteren Artefakten sollen dort die Reliquienbehälter ebenfalls dauerhaft ausgestellt werden. Für sie wurde eine spezielle Vitrine aus Panzerglas errichtet. Nachdem der Plan, das Museum vor Übertragung der Reliquien im November 2018 zu eröffnen, auf Kritik stieß, wurden die Reliquien am 24. Dezember 2018 in das Museum übertragen und das Museum am selben Tag durch Indiens Premierminister Narendra Modi eingeweiht.